# Breeders Crown 2YO Colt & Gelding Trot
| 2YO Filly Trot |  | 2YO Colt & Gelding Trot |  | 3YO Filly Trot |  | 3YO Colt & Gelding Trot |  | Open Mare Trot |  | Open Trot |

Breeders Crown 2YO Colt & Gelding Trot är ett årligt travlopp i Breeders Crown-serien för 2-åriga varmblodiga hingstar och valacker. Loppet är ett sprinterlopp över 1609 meter och körs på olika travbanor i USA och Kanada, sedan premiären 1984. Förstapris är 250 000 amerikanska dollar. 2010 blev Pocono Downs den första banan som körde alla 12 lopp i travserien under en och samma kväll.
Premiärupplagan vanns av hästen Workaholic, körd av Berndt Lindstedt och tränad av Jan Johnson.

## Rekord
Flest segrar av en kusk
- 4 – John Campbell (1985, 1986, 1993, 2002)

Flest segrar av en tränare
- 5 –   Jimmy Takter (1996, 2004, 2011, 2013, 2014)

## Segrare
| År   | Häst               | Kusk                   | Tränare              | Tid    |
| ---- | ------------------ | ---------------------- | -------------------- | ------ |
| 2023 | Karl               | Yannick Gingras        | Nancy Takter         | 1:51.4 |
| 2022 | Gaines Hanover     | Louis-Philippe Roy     | Richard Moreau       | 1:53.2 |
| 2021 | Rebuff             | Tim Tetrick            | Lucas Wallin         | 1:55.0 |
| 2020 | On A Streak        | Bob McClure            | Luc Blais            | 1:52.4 |
| 2019 | Amigo Volo         | Dexter Dunn            | Richard Norman       | 1:54.3 |
| 2018 | Gimpanzee          | Brian Sears            | Marcus Melander      | 1:54.4 |
| 2017 | Fiftydallarbill    | Trace Tetrick          | William Crone        | 1:55.0 |
| 2016 | Walner             | Tim Tetrick            | Linda Toscano        | 1:53.0 |
| 2015 | Southwind Frank    | Yannick Gingras        | Ron Burke            | 1:54.2 |
| 2014 | Pinkman            | Yannick Gingras        | Jimmy Takter         | 1:53.2 |
| 2013 | Father Patrick     | Yannick Gingras        | Jimmy Takter         | 1:54.0 |
| 2012 | Wheeling N Dealin  | Sylvain Filion         | R. Dustin Jones      | 1:56.0 |
| 2011 | Uncle Peter        | Dave Palone            | Jimmy Takter         | 1:55.0 |
| 2010 | Manofmanymissions  | Andy Miller            | Ervin M. Miller      | 1:53.2 |
| 2009 | Pilgrims Taj       | Michel Lachance        | Keith Armer          | 1:57.1 |
| 2008 | Muscle Hill        | Brian Sears            | Greg Peck            | 1:53.3 |
| 2007 | Deweycheatumnhowe  | Ray Schnittker         | Ray Schnittker       | 1:57.2 |
| 2006 | Donato Hanover     | Ronald Pierce          | Steve Elliott        | 1:56.0 |
| 2005 | Chocolatier        | Douglas J. Ackerman    | Douglas J. Ackerman  | 1:56.1 |
| 2004 | Ken Warkentin      | David Miller           | Jimmy Takter         | 1:57.1 |
| 2003 | Cantab Hall        | Michel Lachance        | Ron Gurfein          | 1:56.4 |
| 2002 | Broadway Hall      | John Campbell          | Jim Campbell         | 1:57.2 |
| 2001 | Duke Of York       | Paul MacDonnell        | John Bax             | 1:57.3 |
| 2000 | Banker Hall        | Trevor Ritchie         | Harald Lunde         | 1:56.1 |
| 1999 | Master Lavec       | Dan Daley              | Dan Daley            | 1:56.4 |
| 1998 | CR Commando        | Carl Allen             | Carl Allen           | 1:53.2 |
| 1997 | Catch As Catch Can | Wally Hennessey        | Ron Gurfein          | 2:01.1 |
| 1996 | Malabar Man        | Malvern C. Burroughs   | Jimmy Takter         | 1:59.1 |
| 1995 | Armbro Officer     | Steve Condren          | Robert McIntosh      | 1:58.3 |
| 1994 | Eager Seelster     | Ted Jacobs             | Ted Jacobs           | 1:58.3 |
| 1993 | Wesgate Crown      | John Campbell          | G.R. MacKenzie       | 1:57.1 |
| 1992 | Giant Chill        | John F. Patterson, Jr. | Per K. Eriksson      | 1:58.2 |
| 1991 | King Conch         | William Gale           | Per K. Eriksson      | 1:56.2 |
| 1990 | Crysta's Best      | Dick Richardson, Jr.   | Dick Richardson, Jr. | 2:01.0 |
| 1989 | Royal Troubador    | Carl Allen             | Carl Allen           | 1:59.2 |
| 1988 | Valley Victory     | Bill O'Donnell         | Steve Elliott        | 1:58.1 |
| 1987 | Defiant One        | Howard Beissinger      | Howard Beissinger    | 2:01.4 |
| 1986 | Mack Lobell        | John Campbell          | Charles Sylvester    | 1:59.1 |
| 1985 | Express Ride       | John Campbell          | George Sholty        | 2:01.3 |
| 1984 | Workaholic         | Berndt Lindstedt       | Jan Johnson          | 1:57.1 |